# 輕鬆玩
輕鬆玩樂團為台灣獨立搖滾樂團，成立於1998年。音樂風格結合放克、雷鬼、民謠、搖滾等多元曲風，早期作品較為輕快明亮，近期作品轉變為節奏感與層次感較重的搖滾風格，但仍不失清新 ；創作主題更從「愛」、「找尋自我」、「生活」等逐漸擴大融入社會關懷議題，開始參與「反核」、「反美麗灣」等社會運動演唱會。

## 樂團成員
- Summer

本名徐鳳玉，團體的主唱與主要詞曲創作。創作能量豐富，所寫之詞曲曾為電影海角七號（〈風光明媚〉）和張惠妹（〈還有眼淚就好〉）等所用。2013年另組獨立樂團「we man love 我們愛」樂團，擔任主唱並發行「Asking Answer 自問字答」單曲（吉他手小毛亦協助參與此張單曲之後製）。目前定居於恆春並熱心於流浪動物公益。
- 小毛

本名毛琮文，吉他手與團長，畢業於台師大附中（國079班），出於對音樂的喜愛而自學貝斯、鼓與鋼琴並利用於編曲作品之中；同時身兼樂手、錄音師、編曲家、專業音響工程人員、專輯製作人、詞曲創作者等數職，曾與國內外許多音樂人合作，作品面向與曲風廣泛。2012年底加入「凍頂樂團」擔任鼓手並製作發行「下面更精彩」專輯。
- 阿貴

本名趙貴民，鼓手，畢業於台師大附中（高884班），喜好拉丁音樂，同時也是拉丁爵士樂團中的Conga樂手，曾擔任何欣穗、丁噹、韋禮安等歌手演唱會樂手；參與動力火車、巴奈、郭采潔等歌手專輯錄音。
- 高潮

本名林志仁，貝斯手，曾任舞者，於輕鬆玩現場表演時節奏感與肢體語言豐富有趣，曾擔任何欣穗、周蕙等演唱會樂手，並與巴西瓦里、阿努、保卜等原住民歌手合作並參與專輯錄音。

## 樂團經歷
創團成員為主唱Summer、吉他手小毛、貝斯手高潮、鼓手阿貴並獨立發行兩張EP「草包一樣的生活」、「粗魯的天真」，後高潮離團，加入貝斯手小人國並發行「我要輕鬆玩」、「One More」專輯；2013年輕鬆玩參與犀利啥小趴宣布貝斯手小人國因個人因素離團，舊有貝斯手高潮回歸形成最原始也是目前的編制；樂團詞曲多為主唱Summer創作，編曲則由其他團員共同完成。
創團後輕鬆玩於地下音樂圈默默耕耘，除跑遍全台灣的LIVE HOUSE演出以外，更征戰「春天吶喊」、「野台開唱」等音樂祭，歷經六年累積創作能量，2005年於艾迴唱片發行第一張專輯「我要輕鬆玩」，其中收錄「愛自由」、「忘了」、「看清」、「草包一樣的生活」等代表作。
2008年輕鬆玩因主唱Summer待產，決定暫時休團，結束暫別演唱會後，團員並未因此放棄音樂創作，各自在音樂圈發展學習、汲取音樂能量，主唱Summer持續歌曲創作，吉他手小毛則擔任演唱會樂手、音控(PA)、專輯製作人，貝斯手小人國與鼓手阿貴繼續精進音樂技巧、教課、接演出；各自發展的同時亦開始籌備新專輯。2009年發行不插電EP「你才不懂輕鬆玩」並於七月份開始北中南東，共計八場演出。
2010年輕鬆玩開始錄製新專輯，團員們帶著各自在外所得到的經驗與想法投入新專輯製作，團員們互相討論激勵，分享自己的所見所得，迸出不一樣的創作火花，使得新專輯的風格與之前截然不同、更為多元，但仍延續溫柔真實的創作，輕快的節奏多了幾分穩重，該張專輯即為2011年發行的第二張專輯「One More」（距離上一張專輯發行已時隔六年），此張專輯為輕鬆玩獨立製作，委由海蝶音樂發行。
2013年八月輕鬆玩參與犀利啥小趴宣布貝斯手小人國因個人因素離團，創團貝斯手高潮重新回到輕鬆玩，形成目前編制；十二月參與「不核作」反核運動合輯，專輯中收錄「哪裡」一曲為主唱Summer於美麗灣土地開發事件中的感受與想法，唱出對於環境與土地等議題的關愛，希望能透過音樂喚起人們對環境的重視。
2014年八月參與犀利啥小趴，演唱「因為你」、「想要放鬆」、「失去睡眠的夜晚」等早期未發表之創作並宣布新專輯籌備中。
2015年10月23日與《教練樂隊》於河岸留言演出。
2016年6月15日，主唱summer在臉書粉絲團上宣佈今年原本籌備要發行的第三張專輯確定是流產了，也決定暫停所有的活動，輕鬆玩樂團正式解散。

## 音樂作品
單曲 EP【皆為獨立製作發行】
| 順序 | 發行年份 | 單曲名稱       | 製作/發行             |
| ---- | -------- | -------------- | --------------------- |
| 1    | 2003年   | 草包一樣的生活 | 玩音樂工作室          |
| 2    | 2004年   | 粗魯的天真     | 玩音樂工作室          |
| 3    | 2009年   | 你才不懂輕鬆玩 | 玩音樂工作室          |
| 4    | 2008年   | 風光明媚       | 玩音樂工作室/數位發行 |

專輯 ALBUM
| 順序 | 發行年份 | 專輯名稱   | 製作/發行             |
| ---- | -------- | ---------- | --------------------- |
| 1    | 2005年   | 我要輕鬆玩 | 艾迴音樂              |
| 2    | 2011年   | One More   | 玩音樂工作室/海蝶音樂 |

合輯 COMPILATION ALBUM
| 合輯名稱                  | 發行年份 | 收錄曲目       |
| ------------------------- | -------- | -------------- |
| 蔚藍海岸篇-熱浪搖滾參     | 2004年   | 草包一樣的生活 |
| 乒乓電視原聲帶            | 2005年   | 忘了           |
| 艾迴20年200曲之華語25金曲 | 2008年   | 看清           |
| 不核作反核運動專輯        | 2013年   | 哪裡           |

## 註解
1. ↑  團名取自於老鷹合唱團”Hotel California”歌詞中 “Relax”一字，再加上ONE取諧音義「玩」、「一起」

## 外部連結
- 輕鬆玩樂團官方 Facebook 粉絲專頁
- 輕鬆玩樂團部落格 （页面存档备份，存于）
- 輕鬆玩樂團網站 （页面存档备份，存于）